# Punduana
Punduana là một chi thực vật có hoa trong họ Cúc (Asteraceae).

## Loài
Chi Punduana gồm các loài: